# Alena Czyczkan
Alena Czyczkan, ros. Елена Васильевна Чичкан (ur. 7 lipca 1993) – białoruska sztangistka, brązowa medalistka mistrzostw świata juniorów, mistrzyni Europy.
Startuje w kategorii wagowej do 58 kg. Jest złotą medalistką mistrzostw Europy z Tirany (2013). 

## Osiągnięcia
| Rok  | Zawody                      | Miasto            | Miejsce | Kategoria | Wynik  |
| ---- | --------------------------- | ----------------- | ------- | --------- | ------ |
| 2012 | Mistrzostwa świata juniorów | Antigua Guatemala | 3.      | do 53 kg  | 199 kg |
| 2013 | Mistrzostwa Europy          | Tirana            | 1.      | do 58 kg  | 213 kg |